# Техникварки
Техникварки — гипотетические элементарные частицы, гораздо меньше[уточнить], чем бозоны Хиггса. Техникварки могут объединяться различными способами, образуя частицы, например, частицы технихиггса, в то время как другие комбинации могут образовывать темную материю. Если теория о существовании техникварков подтвердится, то они дополнят перечень фундаментальных частиц Стандартной модели, состоящей из трех поколений кварков и лептонов.
Если техникварки существуют, должна быть сила, которая удерживает их вместе так, что они образуют другие частицы. Ни одна из четырёх известных фундаментальных сил (гравитация, электромагнетизм, слабые и сильные ядерные взаимодействия) не подходит на эту роль, поэтому это должна быть ещё не обнаруженная сила. Эта сила получила временное название силы техницвета.